# Буклија
Плоска, пљоска, буклија или чутура или чутурица је посебно израђена флаша за ракију. Има посебну намену и посебно место у домаћинству и традицији. При објављивању свадбе се позива управо буклијом. Напуни се ракијом, док се у јужним крајевима Србије сипа и вино, окити се венчићем од цвећа, које временом вене, се не скида, док се не позове и задњи гост и свадбарским пешкиром, ако је у питању женидба, а уколико се ради о удаји, онда се ставља марамица од неког финог материјала и позивар креће од куће до куће да позива родбину, комшије и пријатеље на свадбу.
Обичај је да се прво позове кум, а затим стари сват или старојко, а након тога, све остале званице. Позивар носи буклију и торбу од вуне, даровницу и ретко иде сам. Битно је да особа која је започела позивање, да то и заврши.  При доласку у дом, домаћин га сачека и онда се размењују здравице, огласи весеље и позове на славље. Домаћин попије из буклије, наздрави и тако одговара потврдно на позив. Буклија се допуни ракијом, а домаћица узима цвеће из своје баште и додатно украшава буклију, а уз то се позивару дају и поклони у виду: новца, јастука, кошуља, јоргана и разни други поклони. Позивар након обављеног ритуала, напушта кућу и иде даље. Позивар не може да буде особа женског пола, а позивар је углавном отац, брат или деда. Овај обичај позивања, карактеристичан је још увек за сеоска подручја, док се у граду, овај вид позивања, увелико изгубио.
Занимљив је и обичај, да се на дан свадбе оставља једна кућа, коју треба последњу позвати на весеље. Углавном, узима се породица, која је добростојећа, не мисли лоше домаћину и младенцима. Такође, у народу кружи веровање, да буклију из куће, не треба никоме давати да је користи, осим члановима домаћинства.
У неким крајевима је буклија била чутура коју су коњаници носили обешену о ремен преко рамена, а у којој је могла бити ракија, али и вода или вино (Бора Станковић, Нечиста крв).
Плоска је један од традиционалних симбола, детаља културе, који се везују за српски народ, међутим има је и код Хрвата.

## Израда
Плоска се састоји из балона за ракију окованог месинганим обручем и грљка. Балон који је уједно и најважнији део плоске, израђен је из три дела:дрвеног прстена око кога су месингани обручеви и два дна изрезбарена различитим мотивима. У унутрашњости балона се не налази стаклена (нити било каква друга) боца, јер су поменути делови састављени посебном техником сушења дрвета (свака плоска се суши најмање једну годину), без употребе лепка или неког другог фиксатива.
Са обе стране су национални и верски мотиви (светитељи, грб) али и другачији мотиви, као што су сеоски и пољопривредни, или шаре а неретко се и име власника нађе на одређеном делу плоске.

## Симбол Српства
Плоска се данас сматра једним од симбола српске културе и у новије време представља познат сувенир из Србије. Године 2016 вештина израде дрвених чутура у селу Пилица код Бајине Баште уврштена је у Национални регистар нематеријалног културног наслеђа Србије.
Плоска, чутурица, је пљосната тако да је погодна да се носи испод шињела, а да се не охлади зими, тако да су је са водом или ракијом носили и војници.

## Галерија
- Чутура из фонда Етнографског музеја у Београду
- Чутура из фонда Етнографског музеја у Београду
- Чутура из фонда Етнографског музеја у Београду
- Плоска - Св. Јован-детаљ
- Плоска - Животиње
- Плоска - Грб
- Плоска - Богородица
- Чутурица у кожној футроли ЗОО Кутак , Каменица (Ниш).
- Керамичка буклија прстенастог облика из Баната
- Плоска из фонда Музеја Семберије у Бијељини